# Soline (Dobrinj)
Soline (olaszul: Solini) falu Horvátországban Tengermellék-Hegyvidék megyében. Közigazgatásilag Dobrinjhoz tartozik.

## Fekvése
Krk északkeleti részén, községközpontjától 2 km-re északra, az azonos nevű öböl déli partján fekszik.

## Története
A régészeti leletek tanúsága szerint területén már a római korban éltek emberek. Ezt bizonyítják az itt előkerült téglák és római pénz. Tekintettel, hogy a természeti körülmények nagyon kedvezőek a sókitermeléshez melyet itt évszázadokig végeztek nagyon valószínű hogy a római korban is élénk gazdasági tevékenység folyt ezen a vidéken. Mivel a só abban az időben nagyon értékes volt nem valószínű, hogy a rómaiak az itt kitermelhető nagy mennyiségű sót veszni hagyták volna. A Soline-öböl itt nagyon sekély, különösen azon a részen, mely a leginkább benyúlik a szárazföldre. Ez a hely Meline, amely közvetlenül Soline mellett található. Az itteni sekély partszakaszon a tengervíz helyenként tócsákban marad vissza, melyekben kiszáradva só képződik.
A mai település valószínűleg a 15. században keletkezett, amikor Frangepán VII. János a Velebit-hegységből kétszáz vlach jogú családot hozatott a Krk-szigetre. Amíg azonban a Dubašnicára és Šotoventóra telepített vlach pásztorok túlnyomórészt horvátok, vagy elhorvátosodott vlachok voltak, addig Sužan, Čižići, Šugara és Soline vidékére túlnyomóan valóban vlach (horvát nevükön murlak) eredetű lakosság telepedett le. Egy különleges román nyelven beszéltek, mely a 19. század folyamán halt ki. Frangepán János telepítésének legfőbb célja feltételezhetően az volt, hogy a Soline-öbölben évszázadok óta működő és jelentős bevételt jelentő sótelepek számára új munkaerőt biztosítson. Miután azonban 1480-ban a sziget közvetlen velencei fennhatóság alá került a velencei sótelepekkel való konkurencia miatt az itteni sólepárlást megszüntették. Ezt követően lakói főként állattenyésztéssel, kisebb mértékben földműveléssel foglalkoztak. Egykor a településnek két régi temploma is volt. A Szent Ilona templomnak mára nyoma sem maradt, nevét csak a régi „Pod Svetu Jelenu“ dűlőnév őrizte meg. A Szent Péter templomnak a romjai még láthatók a  „Sveti Petor“ nevű helyen. Első említése a 16. században történt. A 19. században Melinán téglaüzemet alapítottak, azonban ez az idők során megszűnt, mára nyoma sem maradt.
Soline a sziget többi részével együtt a 19. század folyamán osztrák kézen volt, majd 1867-től 1918-ig az Osztrák-Magyar Monarchia része lett. 1857-ben 195, 1910-ben 78 lakosa volt. 
Az Osztrák–Magyar Monarchia bukását rövid olasz uralom követte, majd a település a Szerb–Horvát–Szlovén Királyság része lett. A második világháború idején előbb olasz, majd német csapatok szállták meg. A háborút követően újra Jugoszlávia, majd az önálló horvát állam része lett. A háború után sokan vándoroltak ki a tengerentúlra és a nagyobb városokba. A turizmusnak a fiumei repülőtér, valamint a Krki-híd 1980 táján történt megépülése adott újabb lendületet. 2011-ben 38 lakosa volt.

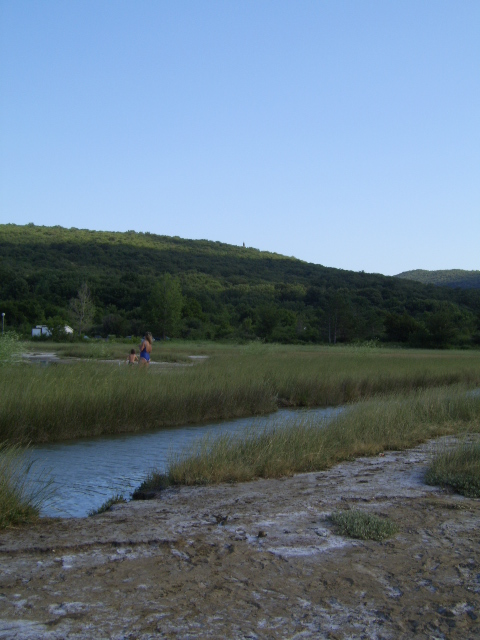
Meline sekély homokos partja

## Nevezetességei
- Szent Fülöp és Jakab apostolok tiszteletére szentelt templomát már 1382-ben említik, amikor az azonos nevű társaság gondozásában állt. Miután a sziget 1823-ban osztrák uralom alá került a templomot a helyi lakosságnak adták át, akik megújították. 1926-ban újra felújították.
- A Meline nevű partszakasz híres gyógyító hatású iszapjáról.

## Lakosság
| Lakosság változása | Lakosság változása | Lakosság változása | Lakosság változása | Lakosság változása | Lakosság változása | Lakosság változása | Lakosság változása | Lakosság változása | Lakosság változása | Lakosság változása | Lakosság változása | Lakosság változása | Lakosság változása | Lakosság változása | Lakosság változása |
| ------------------ | ------------------ | ------------------ | ------------------ | ------------------ | ------------------ | ------------------ | ------------------ | ------------------ | ------------------ | ------------------ | ------------------ | ------------------ | ------------------ | ------------------ | ------------------ |
| 1857               | 1869               | 1880               | 1890               | 1900               | 1910               | 1921               | 1931               | 1948               | 1953               | 1961               | 1971               | 1981               | 1991               | 2001               | 2011               |
| 195                | 214                | 137                | 38                 | 52                 | 78                 | 74                 | 58                 | 54                 | 52                 | 47                 | 43                 | 48                 | 34                 | 43                 | 38                 |